# Andrea Bermani
Andrea Bermani (Chieri, 28 novembre 1974) è un attore italiano.

## Biografia
Attore di teatro, esordisce in televisione con In famiglia (1999-2000). Dal 2001 al 2002 è uno dei protagonisti della soap opera CentoVetrine, dove ricopre il ruolo di Federico Bettini.
Nel 2004 è protagonista di una puntata della serie televisiva di Rai 3, La squadra. Dal 2005 al 2006 è co-protagonista nella soap opera Un posto al sole. Nel 2007 debutta alla regia con il cortometraggio Tutto in un minuto, con protagonista femminile Ilenia Lazzarin. Il suo debutto sul grande schermo avviene nel 2008 con il thriller Al termine della notte, regia di Samuel McFadden.

## Carriera

### Cinema
- Tutto in un minuto, soggetto, sceneggiatura e regia di Andrea Bermani - Cortometraggio (2007)[2]
- Al termine della notte, regia di Samuel McFadden (2008)

### Televisione
- In famiglia - Rai Due (1999-2000)
- CentoVetrine, registi vari - Soap opera - Canale 5 - Ruolo: Federico Bettini (2001-2002)
- La squadra - Serie televisiva - Rai Tre (2004)
- Ulisse - Rai Tre (2005)
- Un posto al sole, registi vari - Soap opera - Rai Tre - Ruolo: Eduardo Ricci (2005-2006)